# Хаджи Василий (ктитор)
Вижте пояснителната страница за други личности с името Хаджи Василий.
Хаджи Василий от Ловеч е бил ктитор в Зографския манастир.
През 1768 г., с негови средства е украсен параклиса „Йоан Предтеча“ в Зографския манастир.